# إيمانويل دي ويت
إيمانويل دي ويت (بالهولندية:  Emanuel de Witte) (و.1617-1692) رسام منظور هولندي. على النقيض من بيتر جانز ساينريدام الذي أكد على الدقة المعمارية، كان دي ويت أكثر اهتماما بجو تصميماته الداخلية. على الرغم من قلة عددها، أنتج دي ويت أيضًا رسم نوعي. ولد دي ويت في ألكمار وتعلم الهندسة من والده. انضم إلى نقابة سان لوك المحلية عام 1636. بعد إقامته في روتردام انتقل إلى دلفت ودرس مع إيفرت فان ألست [الإنجليزية].
رسم دي ويت في البداية صورًا وكذلك مشاهد أسطورية ودينية. بعد انتقاله من دلفت إلى أمستردام عام 1651، تخصص أكثر وأكثر في تمثيل التصميمات الداخلية للكنيسة، كما رسم الكنيسة القديمة في أمستردام من كل زاوية تقريبًا. كان يجمع أحيانًا جوانب الكنائس المختلفة لتصوير الديكور الداخلي للكنائس المثالية، ويملؤها برواد الكنيسة، إحساسه بالتركيبة جنبًا إلى جنب مع استخدامه للضوء خلق أجواء تبدو صادقة وحقيقية.

## بعض لوحاته

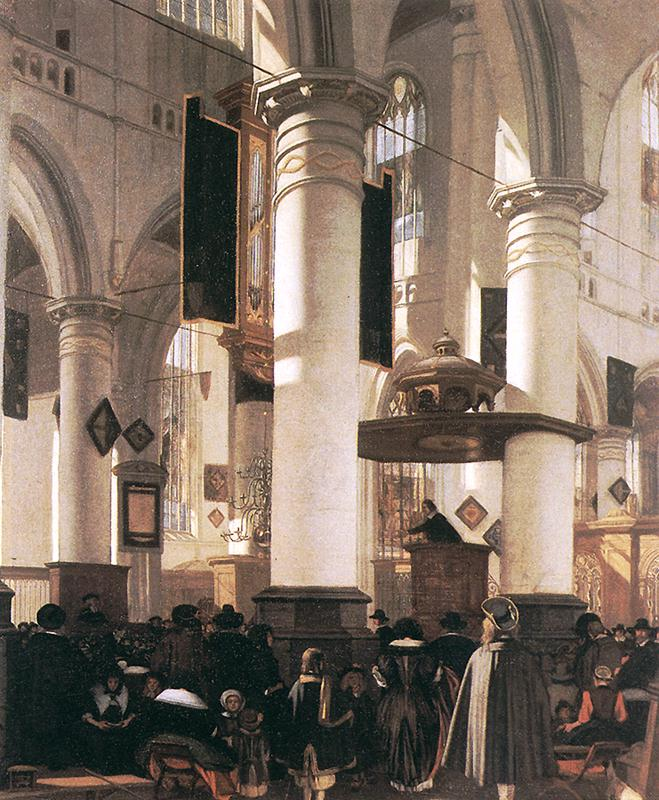
داخل الكنيسة، 1660
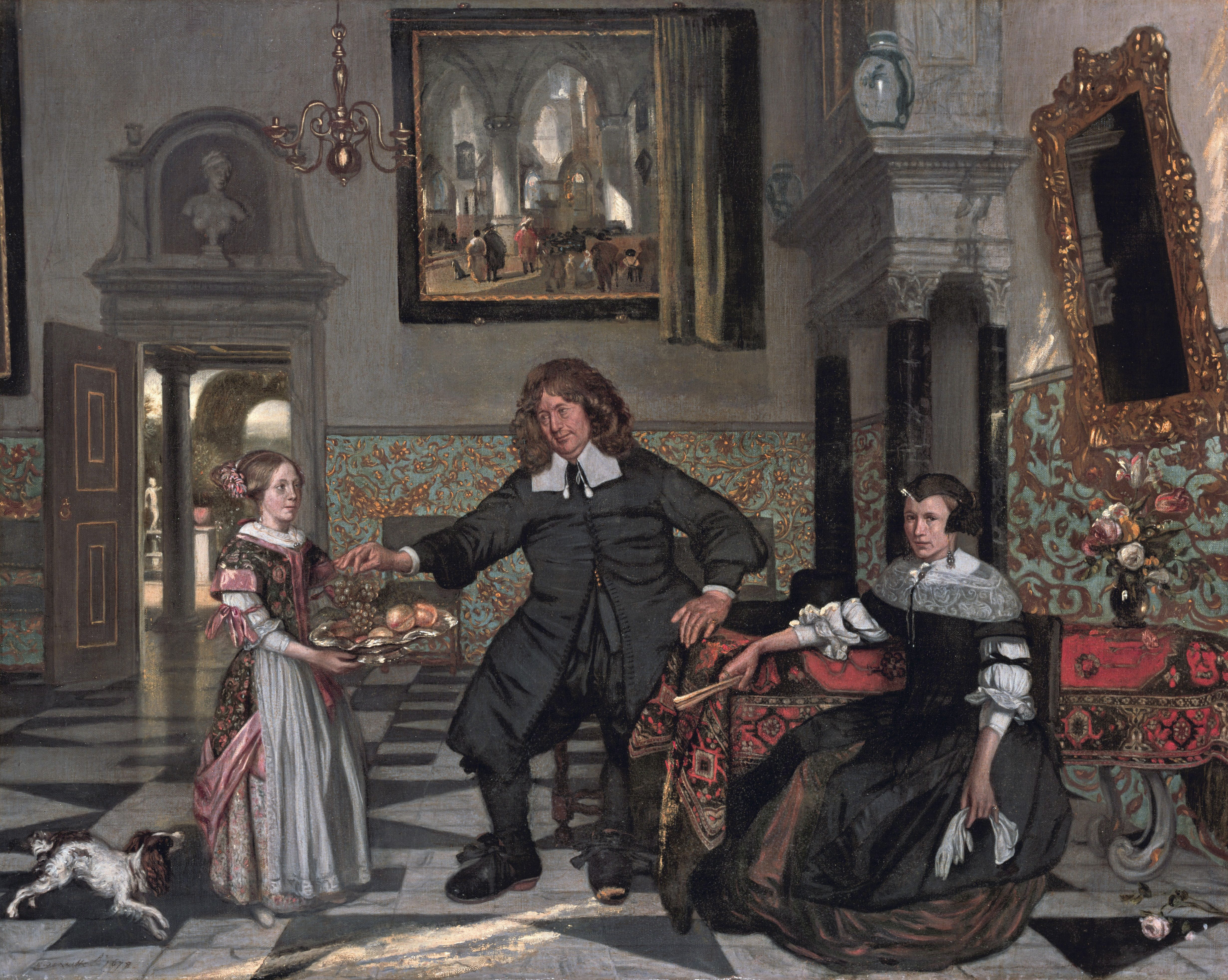
صورة لعائلة في الداخل
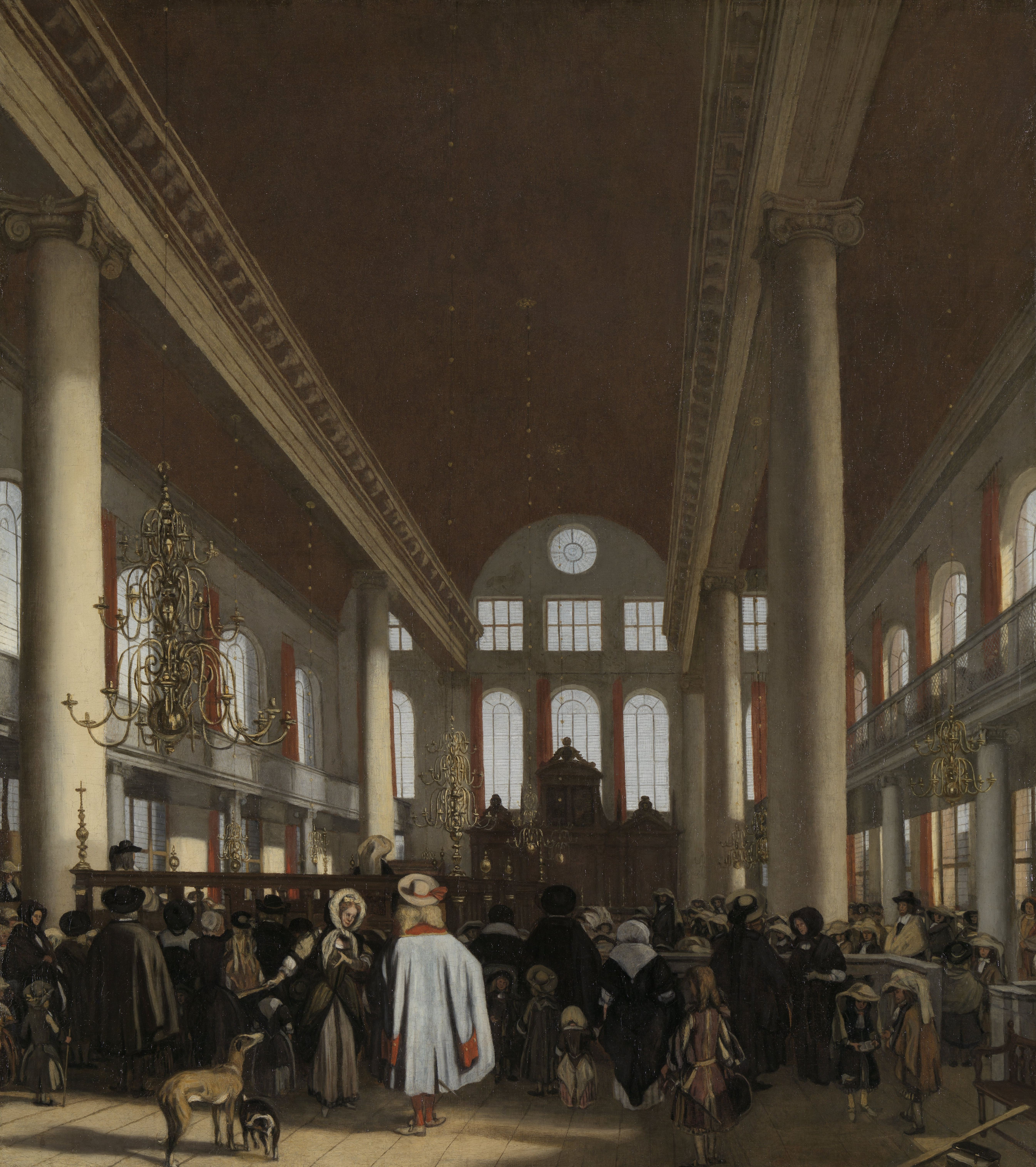
داخل الكنيس البرتغالي في أمستردام، 1680.

## روابط خارجية
- الموقع على De Witte في دلفت
- متحف ريجكس على دي ويت
- أعمال وأدب عن إيمانويل دي ويت
- فيرمير وكلية دلفت، كتالوج معرض من متحف متروبوليتان للفنون (متاح بالكامل عبر الإنترنت بتنسيق PDF)، والذي يحتوي على مواد عن إيمانويل دي ويت (انظر الفهرس)
- The Milkmaid بقلم يوهانس فيرمير، كتالوج المعرض من متحف المتروبوليتان للفنون (متاح بالكامل عبر الإنترنت بتنسيق PDF)، والذي يحتوي على مواد عن إيمانويل دي ويت (كات رقم 12)
- لوحات هولندية وفلمنكية من الإرميتاج، كتالوج معرض من متحف المتروبوليتان للفنون (متاح بالكامل على الإنترنت بتنسيق PDF)، والذي يحتوي على مواد عن إيمانويل دي ويت (رقم 33).
- الفن بين الحين والآخر: إيمانويل دي ويت